# Elaphoglossum heterophlebium
Elaphoglossum heterophlebium är en träjonväxtart som beskrevs av David H. Lorence. Elaphoglossum heterophlebium ingår i släktet Elaphoglossum och familjen Dryopteridaceae. Inga underarter finns listade.